# Tripteroides mendacis
Tripteroides mendacis är en tvåvingeart som först beskrevs av Daniels 1908.  Tripteroides mendacis ingår i släktet Tripteroides och familjen stickmyggor. Inga underarter finns listade i Catalogue of Life.